# Anoplodactylus chilensis
Anoplodactylus chilensis is een zeespin uit de familie Phoxichilidiidae. De soort behoort tot het geslacht Anoplodactylus. Anoplodactylus chilensis werd in 1961 voor het eerst wetenschappelijk beschreven door Hedgpeth. 